# Coupe Memorial 1949
Navigation
Édition précédente Édition suivante
La finale de l'édition 1949 de la Coupe Memorial est présentée au Shea's Amphitheatre de Winnipeg au Manitoba ainsi qu'au Wheat City Arena de Brandon également au Manitoba et est disputé entre le vainqueur du Trophée George T. Richardson, remis à l'équipe championne de l'est du Canada et le vainqueur de la Coupe Abbott remis au champion de l'ouest du pays.

## Équipes participantes
- Les Royaux de Montréal de la Ligue de hockey junior du Québec, en tant que champion du Trophée George T. Richardson.
- Les Wheat Kings de Brandon de la Ligue de hockey junior du Manitoba en tant que vainqueur de la Coupe Abbott.

### Résultats
| Match | Vainqueur              | Résultat | Perdant                | Lieu                           |
| ----- | ---------------------- | -------- | ---------------------- | ------------------------------ |
| 1     | Royaux de Montréal     | 3-2      | Wheat Kings de Brandon | Shea's Amphitheatre (Winnipeg) |
| 2     | Wheat Kings de Brandon | 3-2      | Royaux de Montréal     | Wheat City Arena (Brandon)     |
| 3     | Wheat Kings de Brandon | 3-3      | Royaux de Montréal     | Wheat City Arena               |
| 4     | Royaux de Montréal     | 1-0      | Wheat Kings de Brandon | Shea's Amphitheatre            |
| 5     | Royaux de Montréal     | 7-4      | Wheat Kings de Brandon | Wheat City Arena               |
| 6     | Wheat Kings de Brandon | 2-1      | Royaux de Montréal     | Wheat City Arena               |
| 7     | Wheat Kings de Brandon | 5-1      | Royaux de Montréal     | Wheat City Arena               |
| 8     | Royaux de Montréal     | 6-4      | Pats de Régina         | Shea's Amphitheatre            |

## Effectifs
Voici la liste des joueurs des Royaux de Montréal, équipe championne du tournoi 1949 :
- Entraîneur : J. T. Millar
- Joueurs : Eric Appleby, Gord Armstrong, Matthew Benoit, Robert Bleau, Fredrick Burchell, Mike Darling, Victor Fildes, Robert Frampton, John Hirschfeld, Gordon Knutson, Neale Langill, Peter Larocque, Tommy Manastersky, Dickie Moore, William Rattay, Donald Rope, Roland Rousseau.